# Buenavista, Tamasopo
Buenavista är en ort i Mexiko.   Den ligger i kommunen Tamasopo och delstaten San Luis Potosí, i den centrala delen av landet, 300 km norr om huvudstaden Mexico City. Buenavista ligger 1 419 meter över havet och antalet invånare är 112.
Terrängen runt Buenavista är lite bergig. Runt Buenavista är det ganska glesbefolkat, med 21 invånare per kvadratkilometer. Närmaste större samhälle är Rancho de Pro, 17,5 km sydväst om Buenavista. I omgivningarna runt Buenavista växer i huvudsak städsegrön lövskog.